# Ryan Weathers
Ryan Weathers (Loretto, Tennessee, 17 de diciembre de 1999) es un jugador profesional estadounidense de béisbol que se desempeña en la posición de lanzador en Miami Marlins, equipo de las Grandes Ligas de Béisbol (MLB).

## Carrera
Fue seleccionado en la primera ronda en el Draft de la MLB de 2018. En 2021 hizo su debut profesional con el equipo San Diego Padres, en el cual jugó tres temporadas (2021-2023), después pasó a Miami Marlins, donde lleva jugando dos temporadas.